# ناچو مونرئال
ایگناسیو «ناچو» حسن مونرئال اراسو کون (به اسپانیایی: Ignacio Monreal Eraso) (زاده ۲۶ فوریهٔ ۱۹۸۶) بازیکن اسپانیایی سابق فوتبال است که سابقه حضور در اوساسونا، مالاگا، آرسنال و رئال سوسیداد را دارد.

## زندگی حرفه‌ای
مونرئال در پامپلونا زاده شد و در باشگاه زادگاهش اوساسونا بی فوتبال حرفه‌ای را آغاز کرد.